# Octophialucium funerarium
Octophialucium funerarium is een hydroïdpoliep uit de familie Malagazziidae. De poliep komt uit het geslacht Octophialucium. Octophialucium funerarium werd in 1827 voor het eerst wetenschappelijk beschreven door Quoy & Gaimard. 